# Richard Isanove
Richard Isanove est un coloriste de comics né en 1968 en France. 

## Biographie
Après avoir étudié le cinéma, la vidéo et l’animation aux Arts déco, il part en 1994 aux États-Unis pour étudier l’animation au California Institute of the Arts. À la fin de ses études, il décide de rester un peu plus longtemps aux États-Unis et cherche un travail. Il rencontre alors Brian Haberlin, qui à l’époque dirige le département couleurs de Top Cow. Celui-ci apprécie son portfolio et décide de l’embaucher, bien qu’il n’ait alors qu’une connaissance basique de Photoshop. Un an après, Brian Haberlin part travailler pour Todd McFarlane sur Spawn et Richard Isanove le remplace en tant que directeur artistique du département couleurs.
À la même époque, il devient ami avec Brandon Peterson après avoir collaboré sur le one shot Misery. Il colorise la série de Peterson Arcanum tout en continuant à superviser les autres coloristes, ce qui représente une importante charge de travail, le studio ayant pris de l’ampleur. Après un an et demi à ce rythme, il décide de changer de voie et travaille depuis en free-lance pour toutes les maisons d’édition, de DC à Marvel.
Depuis 2001, il travaille principalement pour Marvel Entertainment, chez qui il colorise ou a colorisé certaines des séries principales, notamment Daredevil, X-Men, Spiderman et Iron Man et les mini-séries 1602, Wolverine: Origins et La Tour sombre d’après l’œuvre de Stephen King.
Richard Isanove a longtemps travaillé sous Photoshop 3.0, avant de passer directement à Photoshop CS2. Il travaille sur PC avec une tablette Wacom[réf. souhaitée].

## Publications

### Dessin / storyboard
- X-Men Unlimited vol. 1 #48
- Ryze : Terres brûlées

### Couleurs
- The 100 Greatest Marvels of All Time #4
- Ant-Man Big Christmas #1
- Arcanum #1–8
- Black Panther vol. 4 #15
- Captain America: Red, White and Blue HC
- Conan the Barbarian (Dark Horse) vol. 1 TPB
- Cyberforce #25-32
- Cyblade/Ghost Rider #1
- Daredevil vol. 2 #5-11, 13-17
- Daredevil: Father #1-5
- Fantastic Firsts #1
- Ghost Rider/Ballistic #1
- Heroes #1
- Magneto Rex #1-3
- Marvel 1602 #1-8
- New Avengers Annual #1
- The Sentry vol. 2 #8
- Silver Surfer/Weapon Zero #1
- Ultimate Iron Man #1-5
- Ultimate Six #1
- Ultimate Spider-Man #92-93
- Ultimate X-Men #1-2, 4-7, 12
- Uncanny X-Men #381, 383-384, 386-388
- Weapon Zero/Silver Surfer #1
- Wolverine/Hulk #1-4
- Wolverine: Origins #1-6
- X-Men vol. 2 #82-84
- X-Men/Star Trek #1
- X-Men Unlimited vol. 1 #48

### Couvertures
- Amazing Spider-Man vol. 1 #515, 517
- Ant-Man Big Christmas #1
- Art of Marvel vol. 2 HC
- Astonishing X-Men vol. 3 #1
- Before the Fantastic Four: The Storms #3
- Best of the Fantastic Four vol. 1 HC
- Bishop, the last X-Man #1-2
- Blink #1, 4
- The Call of Duty: The Brotherhood #5-6
- Captain America vol. 3 #32
- Daredevil vol. 2 #6-8
- Deathlok vol. 3 #1
- Doctor Spectrum #1-3
- Fantastic Four vol. 3 #60-70
- Fantastic Four vol. 1 #501-502, 509-513, 523
- Fantastic Four: House of M #1
- Iron Man vol. 3 #26-27, 29, 32
- New Avengers #3, 5-6
- New X-Men vol. 2 #1
- The Official Handbook of the Marvel Universe: Avengers 2004
- The Official Handbook of the Marvel Universe: Hulk 2004
- The Official Handbook of the Marvel Universe: Spider-Man 2004
- The Official Handbook of the Marvel Universe: X-Men 2004
- Silver Surfer/Witchblade #½, 1
- Spider-Man: Get Kraven #1-2, 4-6
- Supreme Power #1-15, 18
- Supreme Power Special Edition #1
- Thor vol. 2 #29, 32-35
- Ultimate Iron Man #1-5
- Ultimate Spider-Man #58-100
- Ultimate Spider-Man Annual #1
- Ultimate X-Men #3, 5, 7-8, 11-14, 16-21, 23-25, 27, 29-34, 36-43, 58-62, 65, 67
- Uncanny X-Men #383, 386, 388, 460-461
- Warlock vol. 4 #1
- Weapon Zero/Silver Surfer #1
- Wolverine vol. 3 #24-28, 30-31 , 33, 36
- Wolverine: The End #1
- Wolverine: Origin #1-6
- Wolverine: Origins #1-5
- Wolverine: Weapon X #1
- X-51: Machine Man #1
- X-Men vol. 2 #83

## Récompenses
Richard Isanove a reçu le Wizard Fan Award du meilleur coloriste en 2001 pour Wolverine: Origins, après avoir été nommé à cette même récompense l’année précédente pour son travail sur Daredevil. Il a de nouveau reçu cette récompense pour la mini-série 1602 ainsi que le Quill Litteracy Award (en) en 2005.
Il a également reçu plusieurs nominations au Comics Buyer’s Guide Fan Award du meilleur coloriste en 2000, 2002, 2003 et 2004.